# Zuofloden

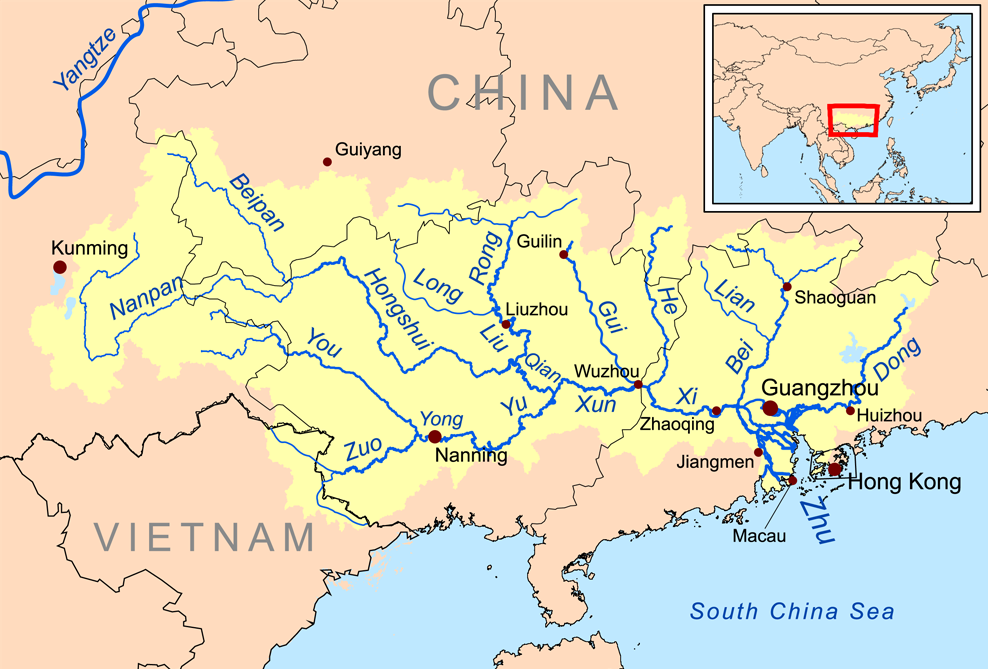

Zuofloden (左江) eller Zuo Jiang är en flod i Kina.   Den flyter genom provinsen Guangxi, i den södra delen av landet, 2 100 km söder om huvudstaden Peking.